# 山猫 (小説)
『山猫』（やまねこ、イタリア語:Il Gattopardo）はジュゼッペ・トマージ・ディ・ランペドゥーサの小説。

## 概要
シチリアの名門貴族という出自のランペドゥーザにとっての処女作ながら、刊行の働きかけがごとごとく挫折し、死後の1958年にようやく刊行された。1959年にストレーガ賞を受賞。
1861年の近代イタリア統一の1年前から始まり、1883年の主人公の死を経て1910年5月までのシチリア最高の名門貴族サリーナ公爵家の有為転変を描く。主人公の公爵のモデルは原作者の祖父であるジューリオ・ファブリーツィオ・トマージ・ランペドゥーサだといわれている。
イタリアの書評紙『Tuttolibri』が実施した「この百年間に出版されたイタリアの小説の中であなたがいちばんお好きな小説は?」というアンケートで1位に選ばれた。

## 日本語訳
- 佐藤朔 訳（仏語重訳）
  - 河出書房新社、1961年[4][5]
  - 河出文庫、1981年、新装改訂版2004年、ISBN 978-4309462493
- 小林惺 訳
  - 岩波書店〈岩波文庫〉、2008年、ISBN 978-4003271612[6]
- 脇功・武谷なおみ 訳
  - 作品社、2014年、『ランペドゥーザ全小説』収録、ISBN 978-4861824876[7]

## 映像化
1963年にルキノ・ヴィスコンティ監督によって映画化された。
2025年、Netflixシリーズとしてドラマ化された。